# Symbrachydactylie

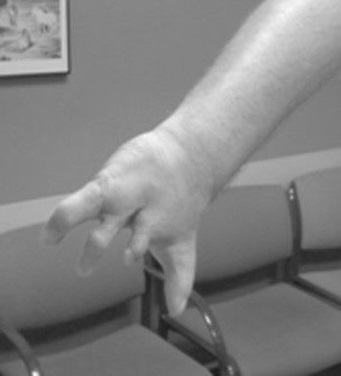
Symbrachydactylie de la main droite, caractéristique du syndrome de Poland.

La symbrachydactylie est une malformation non héréditaire, habituellement unilatérale, touchant le plus souvent une main et plus rarement un pied. L'anomalie, plus ou moins sévère, se caractérise par des doigts courts ou absents,.